# ルガジ
ルガジ(Lugazi)はウガンダの中央地域のブイクウェ県の都市。人口は12万8400人（2020年）。

## 地理
カンパラ・ジンジャ高速道路が通る。 
また、首都カンパラから道なりに約45km東に位置する。 
また、ムコノから道なりに約23km東に位置する。

## 施設
- カトリック・ルガジ教区（英語版）本部
- メフタ集団（英語版）ウガンダ支社
- 軍事科学技術大学（英語版）：ウガンダ人民防衛軍（英語版）が所有・運営する。
- 国立社会保障基金（英語版）支部

## 人口
- 2002年：2万7979人
- 2010年：3万3400人
- 2011年：3万5500人[7]
- 2014年：11万4163人[8]

## スポーツ
- ウガンダ歳入機関SC（英語版）